# Костята (Берёзовский район)
Костята — деревня в Берёзовском районе Пермского края. Входит в состав Кляповского сельского поселения.

## Географическое положение
Деревня расположена в верхнем течении реки Берёзовка, к востоку от райцентра, села Берёзовка.

## Население
| 2010 |
| ---- |
| 6    |

## Топографические карты
- Лист карты O-40-91 Усть-кишерть. Масштаб: 1 : 100 000. Состояние местности на 1980 год. Издание 1987 г.